# Emile Paul Tendeng
Emile Paul Tendeng (Ziguinchor, 9 marzo 1992) è un ex calciatore senegalese, di ruolo attaccante o centrocampista.

## Caratteristiche tecniche
Può giocare come esterno destro di centrocampo o come seconda punta; in patria ha ricevuto il soprannome Zola.

## Carriera

### Club
Fino al 2013 ha giocato nella massima serie senegalese nel Casa Sports Football Club, con cui ha anche vinto un campionato ed una coppa nazionale ed ha giocato una partita nella CAF Champions League. In seguito è passato al Vaslui, con cui ha giocato 6 partite, 2 delle quali da titolare, senza segnare nella massima serie rumena; a fine stagione è poi tornato al Casa Sport. Nel febbraio 2016 ha firmato un contratto biennale con la squadra finlandese dell'Ilves. Ha continuato poi a giocare nella prima divisione finlandese con vari club fino al 2022, quando si è ritirato.

### Nazionale
Ha giocato nella nazionale senegalese Under-20.
Nel 2011 ha giocato 5 partite nel Campionato africano Under-23, al termine del quale la sua nazionale ha ottenuto la qualificazione per i Giochi Olimpici di Londra 2012; nello stesso anno ha anche giocato una partita con l'Under-20 contro i pari età dell'Egitto. In seguito nel 2013 ha anche giocato una partita amichevole con la nazionale maggiore senegalese.

## Palmarès

### Club

#### Competizioni nazionali
- Senegal Premier League: 1

Casa Sport: 2012
- Senegal FA Cup: 1

Casa Sport: 2011
- Coppa di Finlandia: 1

Ilves: 2019